# Portugal op het Eurovisiesongfestival 2012
Portugal nam deel aan het Eurovisiesongfestival 2012 in Bakoe, Azerbeidzjan. Het was de 46ste deelname van het land op het Eurovisiesongfestival. De selectie verliep via het jaarlijkse Festival da Canção, waarvan de finale plaatsvond op 10 maart 2012. De RTP was verantwoordelijk voor de Portugese bijdrage voor de editie van 2012.

## Selectieprocedure
De Portugese omroep maakte in januari 2012 de 12 namen bekend die op 10 maart zouden deelnemen in de nationale finale. De 12 werden gekozen op basis van castings die werden gehouden in Lissabon en Oporto, terwijl er enkelen werden geselecteerd op basis van een ingeleverde cd. In tegenstelling tot de voorgaande jaren werd er dit jaar geen internetselectie gehouden.
Op 10 maart 2012 werd de nationale finale Festival da Canção 2012 gehouden. Zangeres Filipa Sousa wist deze finale overtuigend te winnen. Het nummer is van de hand van Andrej Babic en Carlos Coelho; zij componeerden ook de Portugese inzending van 2008. De 25-jarige Sousa was tot nu toe vooral bekend door haar deelname aan Operación Triunfo in 2007 waar ze als 12e eindigde.

### Festival da Canção 2012
| Artiest         | Lied                         | Jury | Televote | Totaal | Plaats |
| --------------- | ---------------------------- | ---- | -------- | ------ | ------ |
| Ricardo Soler   | "Gratia plena"               | 5    | 8        | 13     | 4      |
| Pedro Macedo    | "Outono em forma de gente"   | 0    | 5        | 5      | 8      |
| Tó Martins      | "Amanhã começa o meu futuro" | 4    | 0        | 4      | 11     |
| Gerson Santos   | "Redescobrir Portugal")      | 1    | 0        | 1      | 12     |
| Joana Leite     | "Amor é maior que a vida"    | 3    | 2        | 5      | 8      |
| Pamela Salvado  | "Fica a saudade"             | 8    | 4        | 12     | 5      |
| Cúmplices       | "Será o que será"            | 10   | 6        | 16     | 2      |
| Arménio Pimenta | "Um poema na bagagem"        | 2    | 3        | 5      | 8      |
| Carlos Costa    | "Queres que eu dance?")      | 0    | 10       | 10     | 6      |
| Vânia Osório    | "O mundo passa"              | 6    | 1        | 7      | 7      |
| Rui Andrade     | "Amor a preto e branco"      | 7    | 7        | 14     | 3      |
| Filipa Sousa    | "Vida minha"                 | 12   | 12       | 24     | 1      |

## In Bakoe
In Bakoe trad Portugal aan in de tweede halve finale, op donderdag 24 mei. Portugal was als zesde van, na Wit-Rusland en voor Oekranïe. Bij het openen van de enveloppen bleek dat Filipa  zich niet had weten te plaatsen voor de finale. Na afloop van het festival werd duidelijk dat Portugal op een dertiende plaats was geëindigd, met 39 punten. 
1964 · 1965 · 1966 · 1967 · 1968 · 1969 · 1970 · 1971 · 1972 · 1973 · 1974 · 1975 · 1976 · 1977 · 1978 · 1979 · 1980 · 1981 · 1982 · 1983 · 1984 · 1985 · 1986 · 1987 · 1988 · 1989 · 1990 · 1991 · 1992 · 1993 · 1994 · 1995 · 1996 · 1997 · 1998 · 1999 · 2000 · 2001 · 2002 · 2003 · 2004 · 2005 · 2006 · 2007 · 2008 · 2009 · 2010 · 2011 · 2012 · 2013 · 2014 · 2015 · 2016 · 2017 · 2018 · 2019 · 2020 · 2021 · 2022 · 2023 · 2024 · 2025
Albanië · Azerbeidzjan · België · Bosnië en Herzegovina · Bulgarije · Cyprus · Denemarken · Duitsland · Estland · Finland · Frankrijk · Georgië · Griekenland · Hongarije · Ierland · IJsland · Israël · Italië · Kroatië · Letland · Litouwen · Macedonië · Malta · Moldavië · Montenegro · Nederland · Noorwegen · Oekraïne · Oostenrijk · Portugal · Roemenië · Rusland · San Marino · Servië · Slovenië · Slowakije · Spanje · Turkije · Verenigd Koninkrijk · Wit-Rusland · Zweden · Zwitserland